# Liudmila Postnova
Liudmila Grigorievna Postnova (în rusă Людмила Григорьевна Постнова) (n. 11 august 1984, în Iaroslavl, Regiunea Iaroslavl) este o handbalistă din Federația Rusă care joacă pentru clubul Zvezda Zvenigorod și echipa națională a Rusiei. Ea a câștigat cu naționala rusă medaliile de aur la Campionatul Mondial de Handbal Feminin din 2005, desfășurat la Sankt Petersburg, la Campionatul Mondial de Handbal Feminin din 2007, desfășurat în Franța, și la Campionatul Mondial de Handbal Feminin din 2009, desfășurat în China, când a fost și desemnată cea mai bună jucătoare (MVP) a competiției.
Postnova a început să joace handbal la clubul din Iaroslavl, apoi a fost timp de 8 ani componentă a campioanei Rusiei GK Lada Togliatti. Începând din 2010, Liudmila Postnova s-a transferat la Zvezda Zvenigorod.

## Palmares
Echipa națională
- Olimpiadă:
  -  Medalie de argint: 2008
- Campionatul Mondial:
  -  Medalie de aur: 2005, 2007, 2009
- Campionatul European:
  -  Medalie de argint: 2006
- Cupa Mondială GF:
  -  Câștigătoare: 2006, 2007

Club
- Liga Campionilor:
  - Finalistă: 2007
- Trofeul Campionilor:
  - Finalistă: 2007
- Superliga Rusă:
  - Câștigătoare: 2003, 2004, 2005, 2006, 2008
  - Finalistă: 2007, 2010
- Cupa Rusiei:
  -  Câștigătoare: 2006

## Premii și distincții individuale
- Cea mai bună jucătoare (MVP) la Campionatul Mondial din 2009;[5]
- Interul stânga al All-Star Team la Olimpiada de la Beijing, din 2008;[2][6]
- Medalia Ordinului „Pentru servicii aduse patriei” Clasa a II-a, acordată pe 2 august 2009 „pentru contribuția la dezvoltarea educației fizice și sportului, pentru înalte performanțe atletice la a XXIX-a ediție a Jocurilor Olimpice de la Beijing, din 2008;[7]
- Maestru Emerit al Sportului;